# King África
King África este un proiect argentinian de muzică dance care a primit recunoaștere în 2000 pentru versiunea sa de cover a cântecului "La Bomba" a grupului Bolivian Azul Azul. A fost fondat la începutul anilor 1990 de DJ Martin Laacré.